# Zashiki-warashi

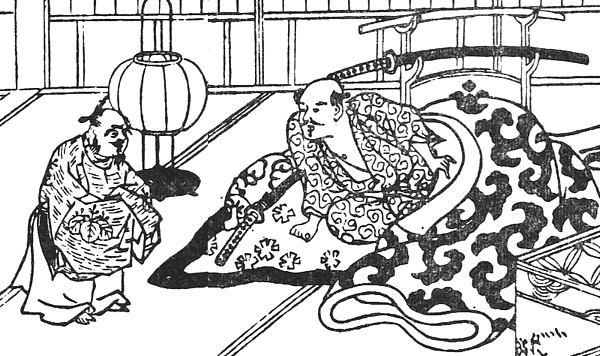
L'esperit dels diners (l'arquetip de Zashiki-Warashi) provinent de Contes de la lluna i la pluja.

Zashiki Waraschi és el follet de la llar en la mitologia japonesa. Protegeix les cases i als seus habitants de qualsevol perill, proporcionant felicitat i prosperitat. Segons la mitologia japonesa podria ser un avantpassat de la família i és representat com una xiqueta de poca edat vestida a la manera tradicional del Japó, amb cabell curt i quimono.